# Dirk Girschik

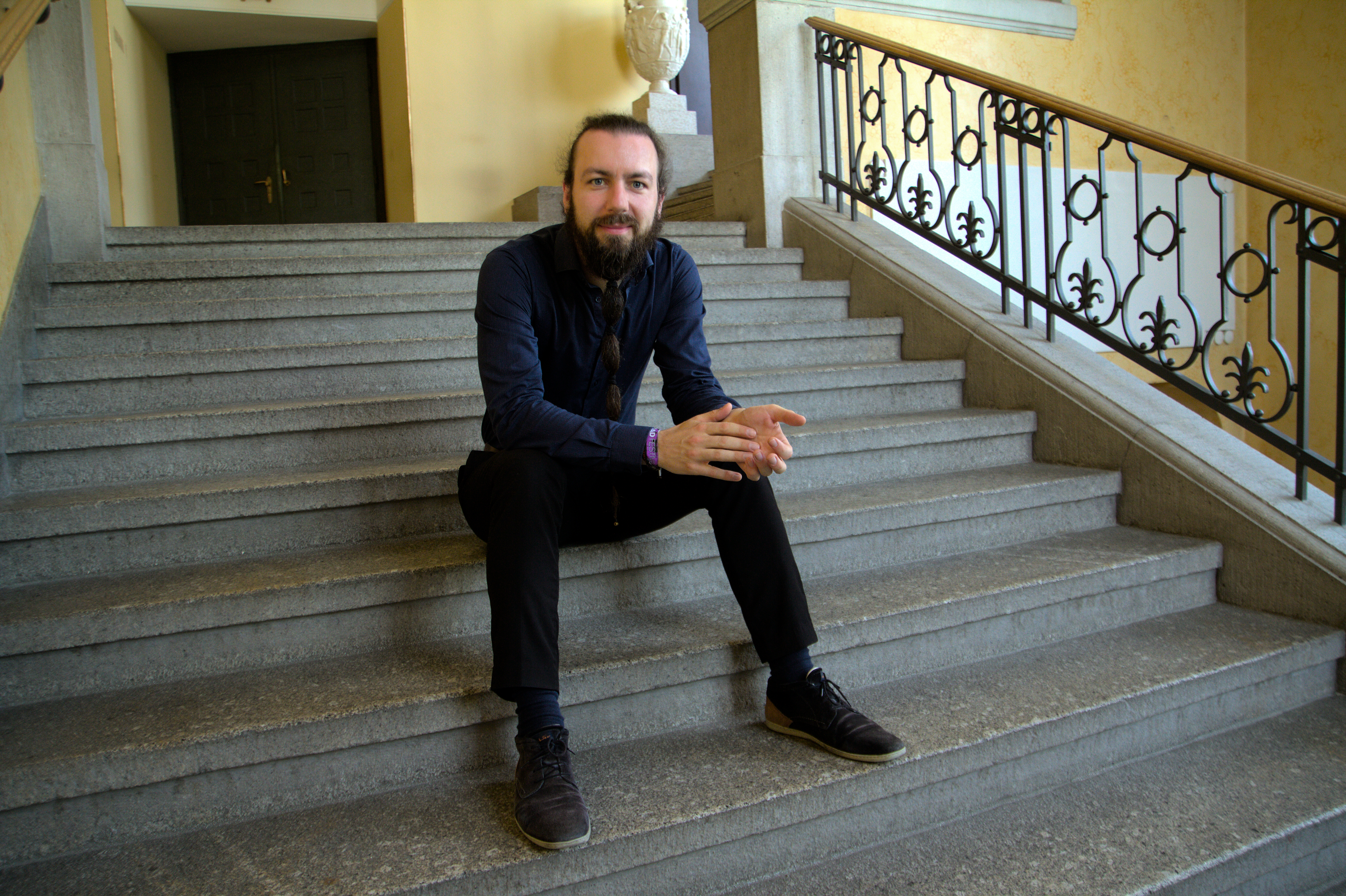
Dirk Girschik in der Theaterakademie August Everding München

Dirk Girschik (* 1985 in Dresden) ist ein deutscher Musiker und Opernregisseur.

## Leben und Wirken
Girschik begann bereits als Kind mit der musikalischen Ausbildung auf den Instrumenten Klavier und Kontrabass. In seiner Jugend spielte er Kontrabass im Jugendsinfonieorchester Cottbus, ehe er als Bassist der Rockband Black Tequila insgesamt 4 Alben aufnahm und durch Europa tourte. Nach anfänglichem Studium der Elektrotechnik an der TU Dresden ließ Girschik sich am Theater Neue Bühne Senftenberg zum Bühnen-, Ton- und Lichttechniker ausbilden. Während seiner anschließenden Tätigkeit als Tontechniker an der Neuen Bühne bei Intendant Sewan Latchinian entwickelte er erste eigene Regiekonzepte.
Dirk Girschik studierte Regie an der Hochschule für Musik „Hanns Eisler“ in Berlin und der Theaterakademie August Everding München. Während seines Studiums und anschließender Assistenzen arbeitete er mit Regisseuren wie Calixto Bieito, Tatjana Gürbaca, Sebastian Baumgarten, Andrea Moses, Jossi Wieler, Sergio Morabito, Hasko Weber, Martin G. Berger, Katharina Wagner, Andreas Homoki, Sven Holm und Jan-Philipp Gloger. Assistenzen und Produktionsleitungen führten ihn zu den Bayreuther Festspielen, ins Salzburger Haus für Mozart, zum Spring Festival nach Tokio, an das Deutsche Nationaltheater Weimar, die Deutsche Oper Berlin und die Staatsoper Unter den Linden.
Zu seinen Inszenierungen im Musiktheater gehören u. a. »Die Meistersinger von Nürnberg« in einer Fassung für Kinder bei den Bayreuther Festspielen (Wiederaufnahme beim Spring Festival in Tokyo), Tom Johnsons »Riemannoper« im Freiraum Berlin, »Eight Songs for a Mad King« am Deutschen Nationaltheater Weimar und der Doppelabend »Le Diable boiteux / Die Geschichte vom Soldaten« am Staatstheater Braunschweig. Im Sprechtheater inszenierte er u. a. Thomas Köcks »paradies fluten« am Prinzregententheater München, H. v. Kleists »Das Erdbeben in Chili« am Akademietheater München, »Marilyn – Träume, Sex und Hollywood« an den Uckermärkischen Bühnen Schwedt und »Die Comedian Harmonists« am Theater Neue Bühne Senftenberg.
Er ist der Cousin des Autors Lennart Girschik.

## Inszenierungen (Auswahl)
- Ach, Gretchen! nach Johann W. von Goethe, Berlin, 2015
- Eugen Onegin von Pjotr I. Tschaikowski, Berlin, 2016
- Xerxes von Georg F. Händel, Berlin, 2016
- Le nozze di Figaro von Wolfgang A. Mozart, Berlin, 2016
- Il mondo della luna von F. Joseph Haydn, Berlin, 2017
- Riemannoper von Tom Johnson, Berlin, 2018
- Die Meistersinger von Nürnberg von Richard Wagner, Bayreuther Festspiele, 2019
- paradies fluten von Thomas Köck, Prinzregententheater München, 2020
- Das Erdbeben in Chili von Heinrich von Kleist, München, 2021
- Eight Songs for a Mad King von Sir Peter Maxwell Davies, Deutsches Nationaltheater Weimar, 2022
- Doppelabend Le Diable boiteux / Die Geschichte vom Soldaten von Jean Françaix / Igor Strawinsky, Staatstheater Braunschweig, 2023
- Marilyn – Träume, Sex und Hollywood von Sandra Zabelt, Uckermärkischen Bühnen Schwedt, 2023
- Die Comedian Harmonists von Gottfried Greiffenhagen und Franz Wittenbrink, Theater Neue Bühne Senftenberg, 2024
- Die schöne Helena von Jacques Offenbach, Landestheater Niederbayern, 2024